# Ozeredî, Koriukivka
Ozeredî (în ucraineană Озереди) este un sat în comuna Breci din raionul Koriukivka, regiunea Cernihiv, Ucraina.

## Demografie
Componența lingvistică a localității Ozeredî
     Ucraineană (100%)
Conform recensământului din 2001, toată populația localității Ozeredî era vorbitoare de ucraineană (100%).